# 蕭續
廬陵威王蕭續（504年—547年2月9日），字世訢，梁武帝蕭衍第五子，母为贵嫔丁令光。
天监八年十一月壬寅（509年12月25日），封廬陵郡王，食邑二千户。天监十年（511年），出任轻车将军、南彭城太守、琅邪太守。天监十三年（514年），改任会稽太守。天监十六年六月戊申（517年7月22日），改任都督江州诸军事、云麾将军、江州刺史。普通元年（520年），征为宣毅将军，领石头戍军事。蕭續膂力過人，有很高的驰射之術，曾讓梁武帝大悅。
普通三年正月己未（522年3月9日），改任使持节、都督雍、秦、梁、沙四州诸军事、西中郎将、雍州刺史。普通七年（526年），加號宣毅将军。中大通二年正月戊寅（530年2月14日），改任使持节、都督雍、秦、梁、沙四州诸军事、宁蛮校尉、平北将军、雍州刺史。中大通四年九月乙巳（532年10月28日），改任安北将军。大同元年四月壬戌（535年5月3日），改任使持节、都督江州诸军事、安南将军、江州刺史。大同三年二月庚寅（537年3月21日），改任中卫将军、护军将军，领石头戍军事。大同五年正月乙卯（539年2月4日），改任骠骑将军、开府仪同三司。七月己卯（8月27日），改任使持节、都督荆、郢、司、雍、南秦、北秦、梁、巴、华九州诸军事、荆州刺史。
蕭續貪財好色，极意收敛，仓库盈滿，臨死時產生悔意，派遣中录事参军谢宣融向皇帝送交金银器千馀件，梁武帝才知道他的富有。太清元年正月壬寅（547年2月9日），蕭續去世，虛歲四十四，追贈司空、散骑常侍、骠骑大将军，給鼓吹一部，谥曰威王。
萧续和弟弟湘东王萧绎年轻时要好，长大后互相诋毁。萧续死后，萧绎高兴得跳破了鞋子。

## 子
蕭續的世子蕭憑因罪被誅，遂由次子蕭應襲爵。
蕭應患有智障，在蕭續死後，前往内库查閱珍寶，看見金铤後對旁邊的人說：“此可食不？”旁邊的人回答說：“不可。”蕭應說：“既不可食，并特乞汝。”其他事也都是此類。
萧续有女，后来萧绎登基为梁元帝后曾许诺将其嫁给任约。

## 延伸阅读
[在维基数据编辑]
 《梁書/卷29》，出自姚思廉《梁書》
 《南史/卷53》，出自李延壽《南史》